# Liste ehemaliger Fluggesellschaften (Asien)
Dieser Artikel beinhaltet eine Auflistung ehemaliger Fluggesellschaften in Asien.
Siehe auch
- Liste ehemaliger Fluggesellschaften (Afrika)
- Liste ehemaliger Fluggesellschaften (Amerika)
- Liste ehemaliger Fluggesellschaften (Australien und Ozeanien)
- Liste ehemaliger Fluggesellschaften (Europa)

Zu bestehenden Fluggesellschaften siehe Liste von Fluggesellschaften. 
| Name                                   | Herkunftsland                        | Gründungsjahr | Jahr der Betriebseinstellung |
| -------------------------------------- | ------------------------------------ | ------------- | ---------------------------- |
| Active Air                             | Türkei                               | 1994          | 1996                         |
| Adam Air                               | Indonesien                           | 2002          | 2008                         |
| Aero Asia                              | Pakistan                             | 1993          | 2007                         |
| Aerovista                              | Vereinigte Arabische Emirate         | 2001          | 2012                         |
| Agni Air                               | Nepal                                | 2006          | 2013                         |
| Air Alfa                               | Türkei                               | 1992          | 2001                         |
| Air Anatolia                           | Türkei                               | 1996          | 2002                         |
| Air Arabia Jordan                      | Jordanien                            | 2015          | 2018                         |
| Air Armenia                            | Armenien                             | 2003          | 2014                         |
| AirAsia Philippines                    | Philippinen                          | 2010          | 2015                         |
| Air Batumi                             | Georgien                             | 2010          | 2012                         |
| Air Bishkek                            | Kirgisistan                          | 2006          | 2016                         |
| Air Central                            | Japan                                | 1988          | 2010                         |
| Air Ceylon                             | Sri Lanka                            | 1947          | 1978                         |
| Air Costa                              | Indien                               | 2012          | 2017                         |
| Air Indus                              | Pakistan                             | 2010          | 2015                         |
| Air Jordan                             | Jordanien                            | 1950          | 1961                         |
| Air Kazakhstan                         | Kasachstan                           | 1996          | 2004                         |
| Air Laos                               | Laos                                 | 1952          | 1961                         |
| Air Laos Commerciale                   | Laos                                 | 1958          | 1965                         |
| Air Mekong                             | Vietnam                              | 2009          | 2013                         |
| Air Nepal International                | Nepal                                | 2005          | 2005                         |
| Air Next                               | Japan                                | 2004          | 2010                         |
| Air Nippon                             | Japan                                | 1974          | 2012                         |
| Air Nippon Network                     | Japan                                | 2001          | 2010                         |
| Air Paradise                           | Indonesien                           | 2002          | 2005                         |
| Air Rum                                | Jordanien Sierra Leone               | 2002          | 2008                         |
| Air Siam                               | Thailand                             | 1965          | 1977                         |
| Air Universal                          | Jordanien                            | 1950          | 1961                         |
| Air Vietnam                            | Vietnam                              | 1951          | 1975                         |
| Akdeniz Airlines                       | Türkei                               | 1995          | 1995                         |
| Albatros Airline                       | Türkei                               | 1992          | 1996                         |
| Al Jaber Aviation                      | Vereinigte Arabische Emirate         | 2004          | 2019                         |
| Al Maha Airways                        | Saudi-Arabien                        | 2014          | 2017                         |
| Almaty Aviation                        | Kasachstan                           | 2002          | 2008                         |
| Alyemda                                | Jemen                                | 1971          | 1996                         |
| Angel Airlines                         | Thailand                             | 1997          | 2002                         |
| Angkor Airways                         | Kambodscha                           | 2004          | 2008                         |
| Ankair                                 | Türkei                               | 2005          | 2008                         |
| Arab Airways                           | Jordanien                            | 1946          | 1958                         |
| Armavia                                | Armenien                             | 1996          | 2013                         |
| Armenian Airlines                      | Armenien                             | 1991          | 2004                         |
| Armenian International Airways         | Armenien                             | 2002          | 2005                         |
| Aryan Cargo Express                    | Indien                               | 2005          | 2010                         |
| AtlasGlobal                            | Türkei                               | 2001          | 2020                         |
| Atyrau Airways                         | Kasachstan                           | 1996          | 2010                         |
| AVE.com                                | Vereinigte Arabische Emirate         | 1996          | 2013                         |
| Bahrain Air                            | Bahrain                              | 2007          | 2013                         |
| Bakhtar Afghan Airlines                | Afghanistan                          | 1967          | 1988                         |
| Bali Air                               | Indonesien                           | 1973          | 2006                         |
| Batavia Air                            | Indonesien                           | 2002          | 2013                         |
| Bestair                                | Türkei                               | 2005          | 2009                         |
| Bhoja Air                              | Pakistan                             | 1993          | 2012                         |
| Birgenair                              | Türkei                               | 1988          | 1996                         |
| Blue Sky Aviation                      | Mongolei                             | 1999          | 2020                         |
| Boğaziçi Hava Taşımacılığı             | Türkei                               | 1986          | 1989                         |
| Borajet                                | Türkei                               | 2008          | 2017                         |
| Bosphorus Airways                      | Türkei                               | 1991          | 1994                         |
| Botir Avia                             | Kirgisistan                          | 2000          | 2006                         |
| Bouraq Indonesia Airlines              | Indonesien                           | 1970          | 2005                         |
| Business Air Centre                    | Thailand                             | 2008          | 2015                         |
| Cathay Dragon                          | Hongkong                             | 1985          | 2020                         |
| Caucasus Airlines                      | Georgien                             | 2001          | 2004                         |
| CAAC                                   | Volksrepublik China                  | 1949          | 1988                         |
| China Northwest Airlines               | Volksrepublik China                  | 1989          | 2002                         |
| China Southwest Airlines               | Volksrepublik China                  | 1987          | 2002                         |
| China Xinjiang Airlines                | Volksrepublik China                  | 1985          | 2003                         |
| China Yunnan Airlines                  | Volksrepublik China                  | 1992          | 2003                         |
| City Airways                           | Thailand                             | 2012          | 2016                         |
| Cobalt Air                             | Zypern                               | 2015          | 2018                         |
| COSARA                                 | Vietnam                              | 1947          | 1955                         |
| Cosmic Air                             | Nepal                                | 1997          | 2008                         |
| Cyprus Airways                         | Zypern                               | 1947          | 2015                         |
| DETA Air                               | Kasachstan                           | 2006          | 2010                         |
| Dirgantara Air Service                 | Indonesien                           | 1971          | 2009                         |
| East Star Airlines                     | Volksrepublik China                  | 2005          | 2009                         |
| Eastern SkyJets                        | Vereinigte Arabische Emirate         | 2004          | 2016                         |
| East Air                               | Tadschikistan                        | 2007          | 2014                         |
| Eurasia Corporation                    | Taiwan                               | 1931          | 1943                         |
| Eurocypria                             | Zypern                               | 1991          | 2010                         |
| Far Eastern Air Transport              | Taiwan                               | 1957          | 2008                         |
| Fly Air                                | Türkei                               | 2002          | 2007                         |
| Flyvista                               | Georgien                             | 2014          | 2015                         |
| FMI Air                                | Myanmar                              | 2012          | 2018                         |
| Georgian International Airlines        | Georgien                             | 2004          | 2011                         |
| GMG Airlines                           | Bangladesch                          | 1997          | 2012                         |
| Golden International Airlines          | Türkei                               | 2005          | 2008                         |
| Golden Rule Airlines                   | Kirgisistan                          | 2003          | 2011                         |
| Gorkha Airlines                        | Nepal                                | 1996          | 2008                         |
| Grandstar Cargo                        | Volksrepublik China                  | 2007          | 2012                         |
| Great Wall Airlines                    | Volksrepublik China                  | 2005          | 2011                         |
| Greenair                               | Türkei                               | 1990          | 1994                         |
| Gulf Traveller                         | Bahrain                              | 2003          | 2007                         |
| Happy Air                              | Thailand                             | 2009          | 2015                         |
| Helios Airways                         | Zypern                               | 1999          | 2006                         |
| Hinduja Cargo Services                 | Indien                               | 1996          | 2000                         |
| Holiday Airlines                       | Türkei                               | 1992          | 1996                         |
| Indian Airlines                        | Indien                               | 1953          | 2011                         |
| Indian National Airways                | Indien                               | 1933          | 1953                         |
| Indochina Airlines                     | Vietnam                              | 2008          | 2009                         |
| Inter Airlines                         | Türkei                               | 1999          | 2008                         |
| Intira Airlines                        | Thailand                             | 2008          | 2015                         |
| Ishtar Airlines                        | Vereinigte Arabische Emirate         | 2005          | 2008                         |
| Istanbul Airlines                      | Türkei                               | 1985          | 2000                         |
| Itek Air                               | Kirgisistan                          | 1999          | 2012                         |
| İzmir Airlines                         | Türkei                               | 2005          | 2012                         |
| Jade Cargo International               | Volksrepublik China                  | 2006          | 2012                         |
| JAL Express                            | Japan                                | 1997          | 2014                         |
| JALways                                | Japan                                | 1990          | 2010                         |
| Japan Air System                       | Japan                                | 1988          | 2002                         |
| Japan Asia Airways                     | Japan                                | 1975          | 2008                         |
| Japan Domestic Airlines                | Japan                                | 1964          | 1971                         |
| Jet Airways                            | Indien                               | 1992          | 2019 (Vorläufig)             |
| JetKonnect                             | Indien                               | 2012          | 2015                         |
| JetLite                                | Indien                               | 1991          | 2012                         |
| Jordan Airways                         | Jordanien                            | 1961          | 1963                         |
| Jordan International Airlines          | Jordanien                            | 1954          | 1961                         |
| Kal Star Aviation                      | Indonesien                           | 2010          | 2017                         |
| Kartika Airlines                       | Indonesien                           | 2001          | 2011                         |
| Kayala Airline                         | Saudi-Arabien                        | 2005          | 2009                         |
| Kıbrıs Türk Hava Yolları               | Türkei Türkische Republik Nordzypern | 1974          | 2010                         |
| Kingfisher Airlines                    | Indien                               | 2004          | 2012                         |
| Kingfisher Red                         | Indien                               | 2003          | 2012                         |
| Lao Air Lines                          | Laos                                 | 1967          | 1975                         |
| Lao Central Airlines                   | Laos                                 | 2010          | 2014                         |
| Lufthansa Cargo India                  | Indien                               | 1996          | 2000                         |
| Maldivian Air Taxi                     | Malediven                            | 1993          | 2013                         |
| Manchuria Aviation Company             | Mandschukuo                          | 1932          | 1945                         |
| Mandala Airlines                       | Indonesien                           | 1969          | 2014                         |
| Manunggal Air Service                  | Indonesien                           | 1997          | 2015                         |
| MDLR Airlines                          | Indien                               | 2007          | 2009                         |
| Med Airways                            | Libanon                              | 2000          | 2016                         |
| Meelad Air                             | Jordanien                            | 2005          | 2008                         |
| Mega Maldives Airlines                 | Malediven                            | 2010          | 2017                         |
| Merpati Nusantara Airlines             | Indonesien                           | 1962          | 2014                         |
| Mihin Lanka                            | Sri Lanka                            | 2007          | 2016                         |
| ModiLuft                               | Indien                               | 1993          | 1996                         |
| Necon Air                              | Nepal                                | 1998          | 2003                         |
| New Gen Airways                        | Thailand                             | 2013          | 2019                         |
| Noble Air                              | Türkei                               | 1989          | 1992                         |
| NokScoot                               | Thailand                             | 2014          | 2020                         |
| Northeast Airlines                     | Volksrepublik China                  | 2006          | 2010                         |
| Nurman Avia                            | Indonesien                           | 1997          | 2007                         |
| Nusantara Air Service                  | Indonesien                           | 1973          | 1974                         |
| Oasis Hong Kong Airlines               | Hongkong                             | 2005          | 2008                         |
| One-Two-Go Airlines                    | Thailand                             | 2003          | 2010                         |
| Orient Thai Airlines                   | Thailand                             | 1995          | 2018                         |
| Pacific Royale Airways                 | Indonesien                           | 2011          | 2012                         |
| PAL Express                            | Philippinen                          | 2008          | 2010                         |
| Palestinian Airlines                   | Palästina                            | 1995          | 2020                         |
| Pamir Airways                          | Afghanistan                          | 1995          | 2011                         |
| Paramount Airways                      | Indien                               | 2005          | 2010                         |
| PBair                                  | Thailand                             | 1995          | 2009                         |
| Penas Air                              | Indonesien                           | 2010          | 2012                         |
| Petra Airlines                         | Jordanien                            | 2005          | 2015                         |
| Phoenix Aviation                       | Kirgisistan                          | 1996          | 2005                         |
| Phuket Airlines                        | Thailand                             | 1999          | 2013                         |
| PMTair                                 | Kambodscha                           | 2003          | 2008                         |
| R Airlines                             | Thailand                             | 2012          | 2018                         |
| RAK Airways                            | Vereinigte Arabische Emirate         | 2007          | 2013                         |
| Rayani Air                             | Malaysia                             | 2015          | 2016                         |
| Riau Airlines                          | Indonesien                           | 2002          | 2011                         |
| Royal Air Lao                          | Laos                                 | 1961          | 1975                         |
| Royal Airways                          | Indien                               | 2004          | 2006                         |
| Royal Wings                            | Jordanien                            | 1996          | 2018                         |
| S Group International                  | Kirgisistan                          | 2013          | 2015                         |
| Saga Airlines                          | Türkei                               | 2002          | 2013                         |
| Sama Airlines                          | Saudi-Arabien                        | 2007          | 2010                         |
| Sayakhat                               | Kasachstan                           | 1989          | 2005                         |
| Shaheen Air International              | Pakistan                             | 1993          | 2018                         |
| Shan Xi Airlines                       | Volksrepublik China                  | 1988          | 2009                         |
| Shangri-La Air                         | Nepal                                | 1999          | 2008                         |
| Siam Air Transport                     | Thailand                             | 2013          | 2017                         |
| Siam General Aviation                  | Thailand                             | 2001          | 2014                         |
| Siem Reap Airways                      | Kambodscha                           | 2000          | 2008                         |
| Singapore Airlines Cargo               | Singapur                             | 2001          | 2018                         |
| SilkAir                                | Singapur                             | 1975          | 2021                         |
| Sky Airlines                           | Türkei                               | 2000          | 2013                         |
| Sky Aviation (Indonesien)              | Indonesien                           | 2010          | 2014                         |
| Skyline Airways                        | Nepal                                | 1998          | 2006                         |
| Small Planet Airlines (Kambodscha)     | Kambodscha                           | 2017          | 2018                         |
| Solar Air                              | Thailand                             | 2004          | unbekannt                    |
| Southwest Air Lines                    | Japan                                | 1967          | 1993                         |
| Spirit of Manila Airlines              | Philippinen                          | 2008          | 2011                         |
| Star Air (Sierra Leone)                | Jordanien                            | 2002          | 2006                         |
| Sultan Air                             | Türkei                               | 1989          | 1993                         |
| Sunways Intersun                       | Türkei                               | 1994          | 1997                         |
| Syrian Pearl Airlines                  | Syrien                               | 2009          | 2010                         |
| Tarhan Air                             | Türkei                               | 2006          | 2007                         |
| Taron Avia                             | Armenien                             | 2007          | 2019                         |
| Tata Airlines                          | Indien                               | 1932          | 1946                         |
| Tigerair                               | Singapur                             | 2003          | 2017                         |
| Timor Air                              | Osttimor                             | 2002          | 2012                         |
| TMA Cargo                              | Libanon                              | 1953          | 2014                         |
| Toa Airways                            | Japan                                | 1953          | 1971                         |
| Toa Domestic Airlines                  | Japan                                | 1971          | 1988                         |
| TonleSap Airlines                      | Kambodscha                           | 2010          | 2013                         |
| Torosair                               | Türkei                               | 1986          | 1989                         |
| Trans Mediterranean Airways            | Libanon                              | 1953          | 2014                         |
| TransAsia Airways                      | Taiwan                               | 1951          | 2016                         |
| Transportes Aéreos da Índia Portuguesa | Portugal                             | 1955          | 1961                         |
| Transportes Aéreos de Timor            | Portugal                             | 1939          | 1975                         |
| TUR European Airways                   | Türkei                               | 1987          | 1994                         |
| Turan Air                              | Aserbaidschan                        | 1994          | 2013                         |
| Turkuaz Airlines                       | Türkei                               | 2007          | 2010                         |
| United Airways                         | Bangladesch                          | 2007          | 2014                         |
| Valuair                                | Singapur                             | 2003          | 2014                         |
| Vanilla Air                            | Japan                                | 2011          | 2019                         |
| Vista Georgia                          | Georgien                             | 2010          | 2015                         |
| Wuhan Airlines                         | Volksrepublik China                  | 1986          | 2009                         |
| Xpressair                              | Indonesien                           | 2003          | 2021                         |
| Yeongnam Air                           | Südkorea                             | 2008          | 2008                         |
| Zagrosjet                              | Irak                                 | 2005          | 2018                         |
| Zest Airways                           | Philippinen                          | 1995          | 2015                         |
| Zhongyuan Airlines                     | Volksrepublik China                  | 1986          | 2000                         |